# Caso Túnel de Sóller
El Caso Túnel de Sóller fue un caso de corrupción que afectó al presidente de las Islas Baleares Gabriel Cañellas, el cual tuvo que dimitir.
Los hechos consistieron en la adjudicación irregular de las obras de construcción del Túnel de Sóller a Antoni Cuart, un empresario socio del presidente Gabriel Cañellas y el pago de este de unos 50 millones de pesetas a la Fundació Illes Balears, presidida por Gabriel Cañellas y al mismo PP, para sufragiar los gastos de las campañas electorales de 1989 y 1991.
El proceso se inició el 7 de abril de 1995 cuando Eberhard Grosske (IU) denunció al presidente y al consejero de obras públicas del Gobierno balear, Gabriel Cañellas y Bartomeu Reus, y al exconsejero Jeroni Saiz, por supuesta prevaricación continuada en la adjudicación de las obras del túnel de Sóller a la empresa de Antoni Cuart.
El candidato del PP a la presidencia del Gobierno Central en aquel momento, José María Aznar, obligó a Gabriel Cañellas a dimitir por no haber cabida para corruptos en el Partido Popular. Cañellas hizo oficial su dimisión el 13 de julio de 1995. Lo substituyó en el cargo Cristòfol Soler.
En el juicio también fueron juzgados, aparte del presidente Cañellas, el entonces consejero de obras públicas, Jeroni Sáiz y el entonces secretario del PP en Baleares José Antonio Berastain.
La sentencia del Tribunal Superior de Justícia de Baleares de julio de 1997 cerró el caso declarando probadas las acusaciones, pero los acusados quedaron absueltos por la prescripción del delito.